# Leptogorgia annobonensis
Leptogorgia annobonensis is een zachte koraalsoort uit de familie Gorgoniidae. De koraalsoort komt uit het geslacht Leptogorgia. Leptogorgia annobonensis werd in 1992 voor het eerst wetenschappelijk beschreven door Grasshoff. 